# انالامیتسیوالا
انالامیتسیوالا (به لاتین: Analamitsivala) یک سکونتگاه مسکونی در ماداگاسکار است که در منابه واقع شده‌است.

## خصوصیات
انالامیتسیوالا ۱۱٬۰۰۰ نفر جمعیت دارد و ۶۵ متر بالاتر از سطح دریا واقع شده‌است.